# Vuhledar
Vuhledar (tiếng Ukraina: Вугледар) là một thành phố của Ukraina. Thành phố này thuộc tỉnh Donetsk. Thành phố này có diện tích ? km2, dân số theo điều tra dân số năm 2001 là 17440 người.
Trong chiến tranh Nga xâm lược Ukraina năm 2022,thành phố trở thành 1 trong những trận đánh lớn ở tỉnh Donestk và được giới chức quân sự Ukraina đánh giá là trận đánh xe tăng lớn nhất trong chiến sự hiện tại.